# روث ماديسون
روث ماديسون (بالإنجليزية: Ruth Maddison)‏ هي مصورة أسترالية، ولدت في 18 نوفمبر 1945 في ملبورن في أستراليا.